# الجمعية الملكية للكيمياء
الجمعية الملكية للكيمياء (بالإنجليزية: Royal Society of Chemistry، وتُختصر إلى: RSC) هي جمعية علمية (رابطة مهنية) في المملكة المتحدة تهدف إلى «تطوير العلوم الكيميائية».

## تأسيس الجمعية
تكونت الجمعية سنة 1980، بعد اندماج الجمعية الكيميائية والمعهد الملكي للكيمياء وجمعية فاراداي وجمعية الكيمياء التحليلية، لتحصل الجمعية الناشئة على ميثاق ملكي جديد وتضطلع بدور مزدوج كجمعية علمية وكيان مهني.

## مقر الجمعية

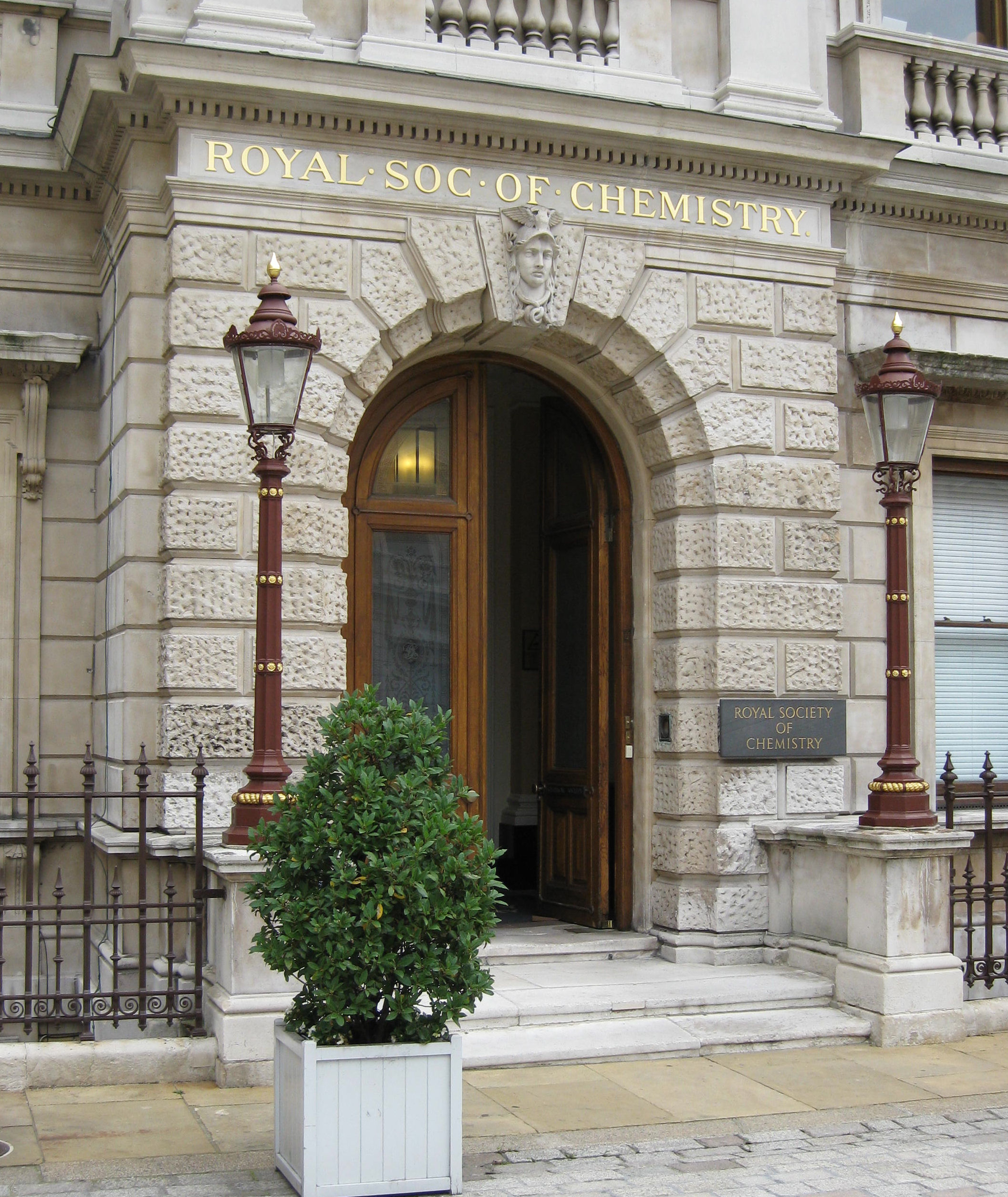
مقر إدارة الجمعية في لندن

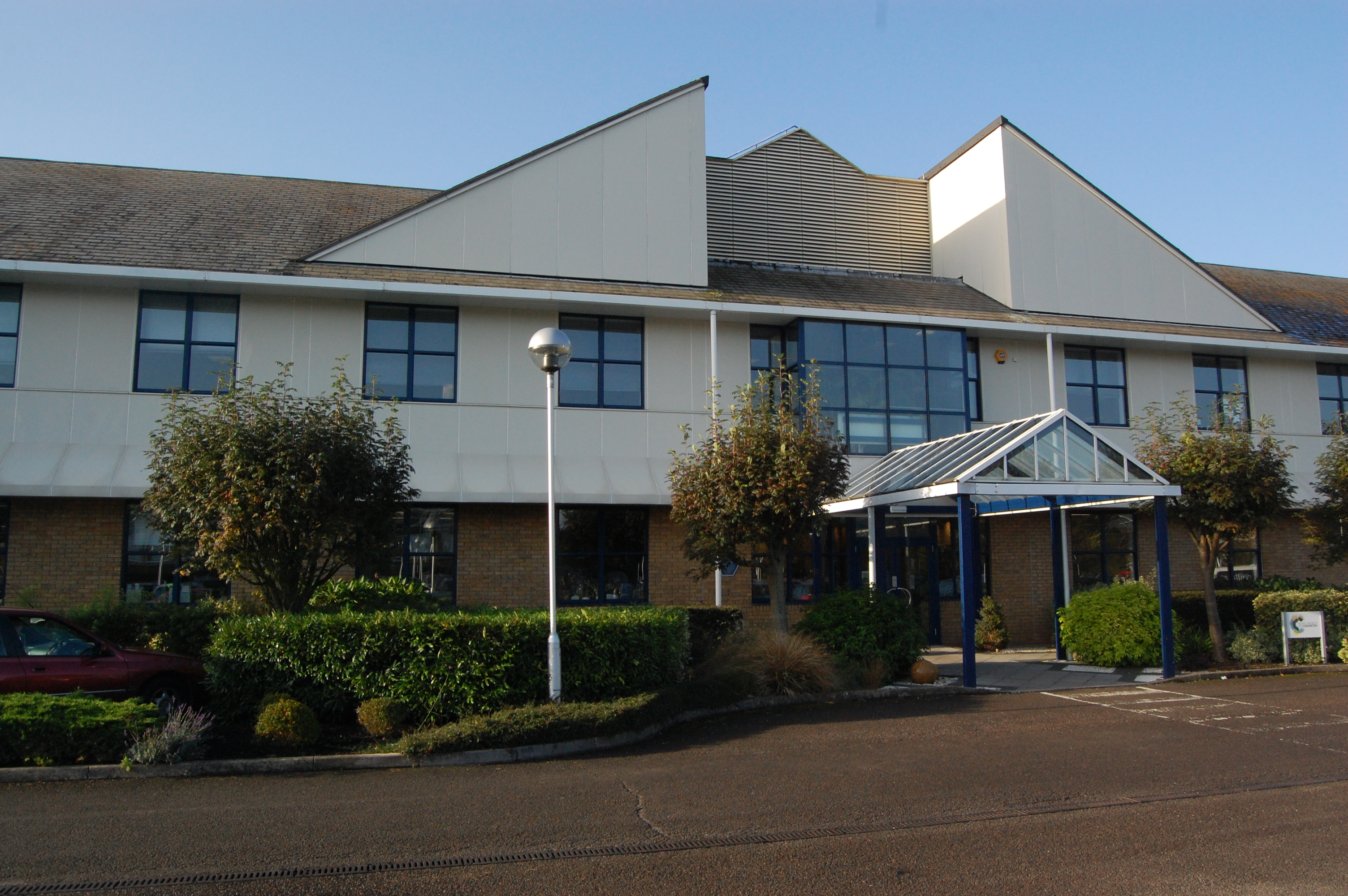
توماس غراهام هاوس، مقر دار النشر التابعة للجمعية

يقع مقر الجمعية في بيرلنغتون هاوس في بيكاديللي بالعاصمة الإنجليزية لندن، كما تمتلك عدة مكاتب أخرى، منها مكتب في توماس غراهام هاوس في كامبردج (سمي بهذا الاسم نسبة إلى توماس غراهام، أول رئيس للجمعية الكيميائية)، وبه مقر دار النشر التابعة للجمعية، إلى جانب مكاتب في الولايات المتحدة (في فيلادلفيا) والصين (في بكين وشنغهاي) والهند (في بنغالور).

## مهام الجمعية
تضطلع الجمعية بالبحث العلمي ونشر الدوريات والكتب وفواعد البيانات، إلى جانب تنظيم المؤتمرات وحلقات البحث وورش العمل المتعلقة بالكيمياء وفروعها. وهي الكيان المهني الرسمي للكيمياء في المملكة المتحدة، ولها سلطة منح صفة «كيميائي معتمد» (CChem)، وكذلك منح صفة «عالِم معتمد» (RSci) من خلال المجلس العلمي التابع لها، و«تقني علمي مسجّل» (RScTech)، شريطة استيفاء الشخص الممنوح الشروط والدرجات العلمية اللازمة. كما تمنح الجمعية بالانتخاب لقب «زميل الجمعية الملكية للكيمياء» (FRSC) لأصحاب الإنجازات الكبرى في مجال الكيمياء وغيرها من العلوم ذات الصلة كالكيمياء البيولوجية، وتُنشر أسماء الزملاء سنويًا في جريدة التايمز. كما تُمنح زمالة الجمعية الشرفية (HonFRSC) لأصحاب الإنجازات المميزة في مجال الكيمياء.

## أعضاء الجمعية
بلغ عدد أعضاء الجمعية عند تأسيسها 34 ألف عضو في المملكة المتحدة و8 آلاف عضو خارجها. أما اليوم فيبلغ مجمل عدد الأعضاء 54 ألفًا.

## رئيس الجمعية
يُنتخب رئيس الجمعية كل عامين، ويرتدي شعارًا يتمثل في دفة يديرها جوزيف بريستلي. والرئيس الحالي للجمعية هو السير جون هولمان (2016 ـ 2018)، أما رؤساء الجمعية السابقون فهم:
- 1980 ـ 1982: السير إيوارت جونز (1911 ـ 2002)
- 1982 ـ 1984: السير جون كادوغان (1930 ـ)
- 1984 ـ 1986: السير ريتشارد نورمان (1932 ـ 1993)[11]
- 1986 ـ 1988: السير جاك لويس (1928 ـ 2014)[12]
- 1988 ـ 1990: جون ميسون وورد (1921 ـ 2014)
- 1990 ـ 1992: السير ركس ريتشاردس (1922 ـ)
- 1992 ـ 1994: تشارلز ريس (1927 ـ 2006)[13]
- 1994 ـ 1996: جون هاورد بيرنل (1925 ـ 1996)[14]
- 1996 ـ 1998: إدوارد ويليام أبل (1931 ـ)
- 1998 ـ 2000: أنطوني ليدويث (1933 ـ 2015)[15]
- 2000 ـ 2002: ستيفن فيكتور لي (1945 ـ)
- 2002 ـ 2004: السير هارولد كروتو (1939 ـ 2016)
- 2004 ـ 2006: سايمون كامبل (1941 ـ)[16]
- 2006 ـ 2008: جيمس فيست (1938 ـ)
- 2008 ـ 2010: ديفيد غارنر (1941 ـ)[17]
- 2010 ـ 2012: ديفيد فيليبس (1939 ـ)[18]
- 2012 ـ 2014: ليسلي يلوليس (1953 ـ)[19]
- 2014 ـ 2016: دومينيك تيلدسلي (1952 ـ)[20]

## وصلات خارجية
- الموقع الرسمي للجمعية (بالإنجليزية)